# Xã Custer, Quận Beadle, South Dakota
Xã Custer (tiếng Anh: Custer Township) là một xã thuộc quận Beadle, tiểu bang Nam Dakota, Hoa Kỳ. Năm 2010, dân số của xã này là 410 người.